# 果醬樂團
果醬樂團  是一支來自格拉斯哥東區的英國流行搖滾樂隊，1961年成立時名為 The Gaylords，後來改名為 Dean Ford and the Gaylords，為哥倫比亞留聲機公司 (EMI) 錄製了四支單曲。1966年，他們將樂隊名稱改為 The Marmalade，並在1972年之前在哥倫比亞廣播公司唱片公司和迪卡唱片錄製的所有後續發行中都以此名稱命名。他們在排行榜上最成功的時期是在1968年至1972年之間，有十首歌曲登上了英國單曲排行榜，並在許多海外地區佔據榜首，其中包括國際熱門歌曲《Reflections of My Life》，這首歌在1970年1月登上了美國“Billboard”百強單曲榜第10位和英國排行榜第3位，還有《Ob-La-Di, Ob-La-Da》，這首歌有史以來在1969年1月登上了英國排行榜第一位。
1970年代初，樂團原始成員開始漸行漸遠，最終於1972年離開迪卡唱片。1973年，樂團的首批成員重新加入EMI唱片公司並發行了第一張唱片，名字被簡單地稱為Marmalade。所有後續唱片的發行均以類似方式進行。
格雷厄姆奈特（Marmalade樂團成立前「Dean Ford and the Gaylords」陣容中的現任成員）一直留任至2010年9月。雖然樂團仍然存在，但是創始成員已不復存在，而是增加了許多陣容，包括自1975年起就加入樂團的主唱桑迪·紐曼，正在進行懷舊巡迴演出。

## 歷史

### 格雷厄姆奈特時期
格雷厄姆奈特 (以臭名昭著的戰後芝加哥蓋洛德街頭幫派命名) 最初由帕特·費爾利和比利·約翰斯頓於1961年在格拉斯哥東部郊區貝利斯頓組建。1961年5月31日，威廉·小坎貝爾14歲生日那天加入樂隊，接替麥戈文，羅傑斯本人也被取代，最初由兩位新主唱比利·里德和湯米·斯科特取代，不過里德很快就離開，只剩下斯科特成唯一主唱。隨後，來自Baillieston當地樂團Cadillacs的Bill Irving接替Johnston擔任貝斯手。
樂團開始受到關注，1963年，費爾利和坎貝爾在格拉斯哥的巴羅蘭舞廳發現了當地君主樂隊的主唱迪恩·福特；不久之後，他就取代斯科特成為了主唱。麥卡利斯隨後採用了“迪恩·福特”這個藝名，後來他們以“迪恩·福特和格雷厄姆奈特”的名字為人所知。弗魯離開後，格拉斯哥樂團「Escorts」的雷蒙德·達菲接替擔任鼓手。有幾個月的時間，他們有一位風琴師戴維·亨特。到了1965年初，當地樂團Vampires的Graham Knight取代歐文擔任貝斯手。
他們在蘇格蘭越來越受歡迎，並在比利·格蘭傑的管理下，於1964年初受到蘇格蘭音樂記者戈登·里德的支持，這使得他們在格拉斯哥洛迦諾舞廳試鏡後被諾裡·帕拉莫簽約至EMI的哥倫比亞唱片公司。他們繼續錄製了四首單曲，包括1963年翻唱的Chubby Checker美國熱門歌曲《Twenty Miles》；雖然這首歌在當地很暢銷，但是未能在全國範圍內排行榜。哥倫比亞發行的專輯雖然沒有署名，但都是由 EMI 員工製作人鮑勃·巴拉特製作，諾裡·帕拉莫擔任執行製作。帕拉莫在《我怎麼了》中演奏了鋼片琴；《Twenty Miles》的b-side。1965年，他們在德國科隆的Storyville和杜伊斯堡演出了很長一段時間。此時，蓋洛德合唱團已成為蘇格蘭頂級樂隊之一，音樂投票結果也證明了這一點，但他們雄心勃勃，因此在1965年初從德國返回倫敦後，他們決定嘗試在整個英國取得成功並留在了倫敦，在那裡他們更換了管理層和代理機構代表，因為比利·格蘭傑希望留在格拉斯哥。

### 名稱變更與CBS時代
在曾與蓋洛德夫婦在格拉斯哥一起演出的the Tremeloes的推薦下，蓋洛德夫婦被邀請加入由彼得·沃爾什擁有和管理的倫敦經紀公司 Starlite Artistes。隨後，他們開始在夜總會中建立起緊密、和聲融洽的樂隊聲譽。在新經紀人的建議下，他們將樂隊名稱改為“The Marmalade”。根據2009年對 格雷厄姆·奈特的採訪，Marmalade這個名字的靈感來自於他們的經理在吃早餐時，他對面放著一罐果醬，標籤上畫著一個Golliwog，他們的經理說“當我吃早餐時，它就盯著我的臉（原文如此）”。Golliwog 角色曾經出現在Alan Whitehead的低音鼓上。不同之處是，他們現在有兩位貝斯手，Knight彈奏四弦琴，Fairley彈奏六弦琴（Fairley放棄了通常與20世紀60年代早期搖滾樂隊相關的標準節奏吉他）。
在與EMI哥倫比亞唱片公司的合約到期後，沃爾什在其經紀人約翰·索爾特的幫助下，成功地將這支樂隊簽約至哥倫比亞廣播公司 (CBS) 唱片公司，製作人邁克·史密斯當時正在與Tremeloes樂隊合作，並取得了巨大的成功，目前他們是該樂隊的經紀同門。然而他們前幾首的CBS單曲在英國也未能上榜。
鼓手雷·達菲（後來曾連同Matthews Southern Comfort和Gallagher and Lyle一起演奏，也曾參與坎貝爾後來的個人錄音）在1966年決定離隊，回到蘇格蘭結婚，當時他們剛剛在CBS發行了第一張唱片《Its All Leading up to Satur Nighting up to Satur Night》。樂團隨後在《新音樂快車》和《旋律製造者》上刊登廣告，經過多次試鏡後，前郵遞員、倫敦樂隊Loose Ends的前成員阿蘭·懷特黑德成為他們的新鼓手，並在他們的下一首單曲《Can't Stop Now》中首次亮相，儘管樂隊在電視劇《沒有幻想家》中表演了這首歌來賣這首歌,由Alun Owen為BBC Two《Theatre 625》系列撰寫。
他們的第三首CBS單曲，由坎貝爾和福特創作的《I See the Rain》受到吉米·亨德里克斯稱讚為“1967年最佳曲目”。同年，這首歌成為了荷蘭的冠軍歌曲。The Hollies樂團的Graham Nash 也為這首歌貢獻，儘管這首歌曲以其獨特的20世紀60年代風格並被 the Bangles樂隊的Susanna Hoffs和Matthew Sweet等藝術家重新演繹而贏得了一批狂熱追隨者，也在英國也遭遇了失敗。（參閱《Under the Covers，第1卷》）
1967年1月19日，樂團在倫敦的Marquee Club首次亮相，為平克·弗洛伊德助演，這一天成為樂團發展的轉捩點。兩週後，在2月3日，他們支持了「該行動」。此後，他們沒有再在Marquee支持任何人，並於1967年3月16日開始了長期駐場演出，一直持續到第二年秋天，建立了聲譽並獲得了眾多追隨者,包括連同誰人樂隊、Joe Cocker、Traffic、Gene Pitney和the Tremeloes一同巡迴演出。他們的夏季演出達到了高潮，在溫莎爵士和搖滾音樂節上亮相，緊接著是傑瑞·李·劉易斯音樂節和沃本修道院花童節。
CBS 擔心 Marmalade 無法取得商業上的成功，威脅說若無法推出熱門作品，他們就會停止播放該節目。因此，在同年晚些時候另一首自己創作的單曲“Man in a Shop”失敗後，他們被鼓勵錄製更多以排行榜為導向的作品。麥克·史密斯向樂團提出了「永恆的愛」的邀請，但他們拒絕了，因為他們更喜歡繼續錄製以團體為基礎的素材，而不是大型管弦樂伴奏。這首歌隨後被交給Love Affair，由Keith Mansfield編曲，並成為了No.1。對他們來說。後來，他們屈服於壓力，錄製了由Artie Schroeck和Jet Loring於1967年創作的《Lovin' Things》，並由曼斯菲爾德使用類似的管弦樂形式編曲（曼斯菲爾德已經了解這支樂隊，並且之前曾編排過早期歌曲1968年的單曲，排名第六。1969年，美國的“草根樂隊”翻唱了這首歌，幾乎採用了相同的編曲。 果醬樂團的首張專輯《There's A Lot Of It About》收錄了他們的一些單曲和當時流行歌曲的翻唱版本，於1968年發行。
同年，果醬樂團在電影《Subterfuge》 出現在銀幕上。
雖然他們的後續單曲《Wait For Me Mary-Anne》（由Alan Blaikley和Ken Howard創作）反響平平，但是只排在第30位；該團體成為第一個登上榜首的蘇格蘭團體。截至1969年4月，他們的版本《Ob-La-Di, Ob-La-Da》在英國售出約50萬張，在全球售出100萬張。隨後此憑藉托尼·麥考利創作的《Baby Make It Soon》取得了進一步的成功，這首歌於 1969年夏天榮登排行榜第9名。
1969年2月，樂團出現在 BBC 的旗艦節目《Colour Me Pop》（《The Old Grey Whistle Test》的前身）中，演出時間為半小時。他們也出現在英國廣播公司對20世紀60年代音樂界的回顧節目《Pop Go The Sixties》中，並在1969年新年前夕在BBC 1的廣播中現場表演了《Ob-La-Di, Ob-La-Da》。